# Picture Music
Picture Music ist das vierte Album des deutschen Musikers Klaus Schulze, welches im Jahr 1974 aufgenommen und im Januar 1975 veröffentlicht wurde.
Es handelt sich um das Einzige seiner Alben, in denen Schulze selbst Schlagzeug spielt. Vor seiner Solokarriere war er jedoch auch bei Ash Ra Tempel und Tangerine Dream als Drummer tätig. Alle anderen Aufnahmen von „echtem“ Schlagzeug auf seinen Alben entstanden in Zusammenarbeit mit anderen Künstlern, dabei hauptsächlich Harald Großkopf.

## Albenreihenfolge
Lange Zeit galt Picture Music als das dritte Album Schulzes – Auslöser waren Druckfehler auf verschiedenen Veröffentlichungen, die auf das Aufnahmejahr 1973 hinwiesen. Picture Music sei demnach bereits vor seinem eigentlichen Vorgänger Blackdance entstanden. Nach genauer Untersuchung durch Klaus Schulzes engsten Vertrauten Klaus D. Mueller in den 1990er-Jahren, der seit dessen Karrierebeginn detaillierte Aufzeichnungen über Schulzes Karriere machte, konnte jedoch belegt werden, dass Blackdance im Mai 1974, also vor Picture Music, entstanden war. Trotzdem wird Picture Music bei den Labels und Datenbanken noch immer als drittes Album angesehen, auch das Aufnahmedatum wurde an vielen Stellen nicht korrigiert und wird noch immer als 1973 genannt.
Die große Zahl verschiedener Cover sowie deren Entstehungs- und Nutzungszeit trug zu dieser Verwirrung bei.

## Cover
Insgesamt wurde Picture Music unter vier verschiedenen Covern offiziell veröffentlicht:
Zunächst erschien es mit einem Werk des Surrealisten Jacques Vyrs, jedoch bat Schulze bereits kurz nach Veröffentlichung den ebenfalls Surrealisten Urs Amann darum, für Dieses, das Nachfolge-Timewind und die Vorgängeralben Blackdance, Cyborg und Irrlicht neue Cover zu designen. Das Brain-Label sah jedoch keinen Grund das Picture Music-Cover bereits so kurzfristig zu ändern – das Amann-Cover kam daher zunächst nur bei der späteren Veröffentlichung in Frankreich auf dem Isadora-Label zum Einsatz. Ähnlich wie bei Cyborg existiert von diesem Cover auch eine Alternativversion in der das Bild zusätzlich in einen weißen Rahmen eingefasst ist, der den Album- und Künstlernamen enthält und diesen so nicht wie ursprünglich im Bild selbst darstellt.
1976 veröffentlichte Ariola das Album zudem in den Benelux-Staaten, dort jedoch mit einem Cover, welches dem im gleichen Jahr erschienenen Album Moondawn stark ähnelt. Bei beiden Covern wurden Fotografien Schulzes von Guido Harari genutzt, welche von einem runden Rahmen umgeben sind. Bei Moondawn ist dieser orange, bei Picture Music blau. Bei einem Brain-Re-Release 1980 kam ein Foto eines Gemäldes zum Einsatz, welches auf einer Ecke in einem Feld steht.
Die Neuveröffentlichung 2005 nutzt das Amann-Cover gering verändert in Kombination mit einer an dieses angelehnten Rückseite, welche so noch nie vorher genutzt wurde.

## Titelliste
- Geschrieben und arrangiert von Klaus Schulze

1. Totem – 23:53
2. Mental Door – 23:02
3. C'est pas la même chose (frz. für Es ist nicht das Gleiche) – 33:00

Bei der Wiederveröffentlichung des Albums 2005 wurde C'est pas la même chose als Bonustitel beigefügt. Es handelt sich dabei um eine Alternativversion von Totem.
| Professionelle Bewertung | Professionelle Bewertung |
| ------------------------ | ------------------------ |
| Quelle                   | Bewertung                |
| Allmusic                 | [ 1 ]                    |

## Besetzung
- Klaus Schulze – Farfisa-Professional-Duo-Orgel, EMS VCS 3, ARP 2600, ARP Odyssey, Schlagzeug und Effektgeräte

## Produktion
- Produktion von Klaus Schulze
- Layout-Design von Thomas Ewerhard
- Fotografien von Guido Harari
- Illustrationen und Cover-Design von Urs Amann, Jacques Vyrs und Brain Records